# Hermann Wiehle
Hermann Wiehle, vollständiger Name Friedrich Martin Hermann Wiehle, (* 18. November 1884 in Ballenstedt; † 7. Juli 1966 in Dessau) war ein deutscher Lehrer und Arachnologe.

## Leben und Wirken
Nach dem Abschluss der Schule erhielt Hermann Wiehle bereits ab dem 15. Lebensjahr seine Ausbildung am Anhaltischen Lehrerseminar in Köthen. Nachdem er danach zunächst an einer Dorfschule tätig gewesen war, absolvierte Wiehle die Mittelschullehrerprüfung. Im Anschluss war er als Lehrer, überwiegend in den Fächern Biologie und Mathematik, ab 1924 als Rektor der Volksschule IV in der Dessauer Flössergasse tätig. 1924 legte Hermann Wiehle im außerschulischen Bildungsgang auch sein Abitur am Domgymnasium Magdeburg ab.
Anschließend studierte er im Fernstudium an der Biologischen Fakultät der Universität Halle.
Bereits in seiner Zeit am Lehrerseminar entwickelte Wiehle ein besonderes Interesse an Spinnentieren. Während des Studiums begann er sich intensiv mit dem Thema zu beschäftigen. Am 2. Februar 1927 wurde Hermann Wiehle in Halle (Saale) mit der Dissertation „Beiträge zur Kenntnis des Radnetzbaues der Epeiriden, Tetragnathiden und Uloboriden.“ zum Dr. rer. nat. promoviert.
Zu dieser Zeit wohnte Hermann Wiehle in der Dessauer Heinrichstraße 22.
1933 trat Wiehle dem Nationalsozialistischen Lehrerbund bei und wurde als Kreissachbearbeiter für Rassefragen eingesetzt. Seine Aufnahme in die Nationalsozialistische Deutsche Arbeiterpartei erfolgte, nach letzter Ablehnung 1938, erst wesentlich später.  1935 wurde Wiehle auch Rektor der neuen Knabenmittelschule, die aus der Zusammenlegung der Knabenmittelschulen I und II entstand. Er leitete die Schule, bis er 1945 aufgrund seiner NSDAP-Mitgliedschaft aus dem Schuldienst entlassen wurde.
Ab 1946 durfte Hermann Wiehle wieder als Mathematiklehrer an der Betriebsberufsschule der SAG Waggonbau Dessau tätig sein. Wenig später wurde ihm auch die Leitung der Erwachsenenqualifizierung des Betriebes übertragen, die er bis zu seinem Ruhestand innehatte.
Als Rentner widmete sich Wiehle wieder der Arachnologie, wurde korrespondierendes Mitglied der Senckenbergischen Naturforschenden Gesellschaft, deren „Silberne Verdienstmedaille“ er zu seinem 75. Geburtstag erhielt, und der Akademie der Wissenschaften. Die Gründung der International Society of Arachnology (ISA) geht ebenfalls auf Hermann Wiehle zurück, der 1960 den Anstoß auf einem internationalen Treffen von Arachnologen gab. Im selben Jahr 1960 verlieh ihm die Senckenbergische Naturforschende Gesellschaft ihre höchste Auszeichnung, die Cretzschmar-Medaille, die zuvor erst zweimal vergeben worden war.
Hermann Wiehle starb an den Folgen eines Herzinfarktes, den er auf einer Fachtagung der Arachnologen im Juni 1966 in Frankfurt am Main erlitten hatte, am 7. Juli 1966 in Dessau.
Sein Grab auf dem Neuen Begräbnisplatz wird heute von den Schülern der Mauerschule gepflegt.

## Schriften (Auswahl)
Zusammen mit Marie Harm, Lehrerin an der Dessauer Mädchenmittelschule II, verfasste Hermann Wiehle das Lehrbuch Lebenskunde für Mittelschulen., welches in drei Teilen erschien. Mit Wilhelm Meil, Rektor einer Mittelschule in Dessau, verfasste er die „Einführung in die Rassenkunde unseres Volkes: Rasse verpflichtet!“, die 1935 bereits in 12. Auflage erschien.
- Beiträge zur Kenntnis des Radnetzbaues der Epeiriden, Tetragnathiden und Uloboriden. Dissertation, Martin-Luther-Universität Halle-Wittenberg 1927
- Spinnentiere oder Arachnoidea (Araneae) – XI: Micryphantidae – Zwergspinnen. In: Friedrich Dahl, Hans Bischoff (Hrsg.): Die Tierwelt Deutschlands und der angrenzenden Meeresteile nach ihren Merkmalen und nach ihrer Lebensweise. 47. Teil, Gustav Fischer-Verlag, Jena 1960
- Spinnentiere oder Arachnoidea (Araneae) – XII. Tetragnathidae – Streckspinnen und Dickkiefer. In: Friedrich Dahl, Maria Dahl, Fritz Peus (Hrsg.): Die Tierwelt Deutschlands und der angrenzenden Meeresteile nach ihren Merkmalen und nach ihrer Lebensweise. 49. Teil, Gustav Fischer-Verlag, Jena 1963
- Vom Fanggewebe einheimischer Spinnen. Akademische Verlags Gesellschaft, Leipzig 1949
- Die einheimischen Tetragnatha-Arten (Araneae: Familie Argiopidae, Unterfamilie Tetragnathinae). Deutsche Akademie der Naturforscher Leopoldina, Halle (Saale) 1939
- Aus dem Spinnenleben wärmerer Länder. Ziemsen, Lutherstadt Wittenberg 1954